# Distrito electoral federal 1 de Oaxaca
El I Distrito Electoral Federal de Oaxaca es uno de los 300 distritos electorales en los que se encuentra dividido el territorio de México para la elección de diputados federales y uno de los 11 en los que se divide el estado de Oaxaca. Su cabecera es la ciudad de San Juan Bautista Tuxtepec.
El Primer Distrito Electoral de Oaxaca se localiza en el extremo norte del estado y lo forman los municipios de Acatlán de Pérez Figueroa, Ayotzintepec, Cosolapa, Loma Bonita, San José Chiltepec, San Juan Bautista Tuxtepec, San Juan Bautista Valle Nacional, San Miguel Soyaltepec, Santa María Jacatepec y Santiago Jocotepec.

## Distritaciones anteriores

### Distritación 1996 - 2005
Entre 1996 y 2005 el Primer Distrito se localizaba también en la misma zona norte de Oaxaca y su cabecera era la misma ciudad de Tuxtepec, pero los municipios que lo intragan variaban, formándolo Acatlán de Pérez Figuera, Cosolapa, San Juan Bautista Tuxtepec, San Miguel Soyaltepec y Loma Bonita, que permanecen en él en la distritación actual, pero sumándose los de San Felipe Usila, San José Independencia, San Lucas Ojitlán y San Pedro Ixcatlán.

## Diputados por el distrito
- L Legislatura
  - (1976 - 1979): Lucía Betanzos de Bay (PRI)
- LI Legislatura
  - (1979 - 1994): José Murat (PRI)
- LVI Legislatura
  - (1994 - 1997): Abel Trejo González (PRI)
- LVII Legislatura
  - (1997 - 2000): Francisco Fernández Arteaga (PRI)
- LVIII Legislatura
  - (2000 - 2003): José Soto Martínez (PRI)
- LIX Legislatura
  - (2003 - 2004): Eviel Pérez Magaña (PRI)
  - (2004 - 2006): Gustavo Zanatta Gasperín (PRI)
- LX Legislatura
  - (2006 - 2009): Daniel Dehesa Mora (PRD)
- LXI Legislatura
  - (2009 - 2012): Eviel Pérez Magaña (PRI)

## Resultados electorales

### 2009
| Elecciones federales de 2009 | Elecciones federales de 2009                   | Elecciones federales de 2009 | Elecciones federales de 2009  | Elecciones federales de 2009 | Elecciones federales de 2009 |
| Partido/Coalición            | Partido/Coalición                              | Candidato                    | Candidato                     | Votos                        | Porcentaje                   |
| ---------------------------- | ---------------------------------------------- | ---------------------------- | ----------------------------- | ---------------------------- | ---------------------------- |
|                              | Partido Acción Nacional                        |                              | María Larios Cano             |                              |                              |
|                              | Partido Revolucionario Institucional           |                              | Eviel Pérez Magaña            |                              |                              |
|                              | Partido de la Revolución Democrática           |                              | Salvador Santos Serra         |                              |                              |
|                              | Coalición Salvemos a México (PT, Convergencia) |                              | José Soto Martínez            |                              |                              |
|                              | Partido Verde Ecologista de México             |                              | Rolando Cruz Magaña           |                              |                              |
|                              | Partido Nueva Alianza                          |                              | Columba Teresa Velasco Aquino |                              |                              |
|                              | Partido Socialdemócrata                        |                              | Doroteo Zenón Bravo Arellano  |                              |                              |
|                              | Partido Unidad Popular                         |                              | No Registró Candidato         |                              |                              |